# Alexander Dmitrijewitsch Oserski
Alexander Dmitrijewitsch Oserski (russisch Александр Дмитриевич Озерский; * 9. Septemberjul. / 21. September 1813greg. in Tschernigow; † 19. Septemberjul. / 1. Oktober 1880greg. in St. Petersburg) war ein russischer Bergbauingenieur und Hochschullehrer.

## Leben
Oserski stammte aus einer Adelsfamilie des Gouvernements Tschernigow. Seine Eltern waren der Kollegienrat (VI. Rangklasse) Dmitri Nikititsch Oserski (Jezierski) und seine Frau Warwara Alexandrowna geborene Nasimowa. Sein Onkel war der Dekabrist Michail Nasimow.
Oserski absolvierte in St. Petersburg die Ausbildung des Bergkadettenkorps mit Abschluss 1831. Er blieb dort als Repetent des Chemikers Germain Henri Hess und wurde dann beauftragt, Vorlesungen über russische und ausländische Bergbau-Statistik und Mineralogie zu halten. Er übersetzte Jöns Jakob Berzelius’ Werk über Analytische Chemie, Roderick Murchisons Werk The Geology of Russia in Europe and the Ural Mountains und Werke anderer Autoren. Die Ergebnisse seiner vielfältigen geologischen Untersuchungen beschrieb er in einer langen Reihe von Fachveröffentlichungen.
Als 1844 an der Universität St. Petersburg durch den Weggang Dmitri Sokolows der Lehrstuhl für Mineralogie frei wurde, wählte der Universitätsrat Oserski als Nachfolger aus, aber der Bildungsminister genehmigte Oserskis Berufung nicht, weil ihm ein akademischer Grad fehlte. 1849 wurde Oserski Inspektor des Instituts des Bergingenieurkorps und 1851 Professor für Mineralogie und Statistik des Instituts.
1857 wurde Oserski zum Generalmajor des Bergingenieurkorps befördert und als Nachfolger Walerian Bekmans zum Hauptchef der Altaier und Kolywano-Woskressenskier Berg- und Hüttenwerke und Zivilgouverneur des Gouvernements Tomsk ernannt. Wie auch Luka Sokolowski
gehörte Oserski 1858–1860 zur Kommission für die Ausarbeitung der Bedingungen für die Abschaffung der Zwangsarbeit mit leibeigenen Bauern im Bergbau und in der Hüttenindustrie, wobei Oserski eine konservative Position einnahm. In Tomsk wurde 1858 das Geistliche Seminar und 1863 das Mädchen-Mariengymnasium eröffnet. Auf Veranlassung Oserski wurde im Gouvernementsjungengymnasium 1861 der naturwissenschaftliche Unterricht eingeführt. Auch ließ er für Gymnasiasten eine  Vorlesungsreihe für Architektur erarbeiten. Auf seine Initiative etablierte sich im Dezember 1863 die Adelsversammlung als  Selbstverwaltungsorgan.
Als im Januar 1864 die Berg- und Hüttenwerksverwaltung von der Gouvernementsverwaltung abgetrennt wurde, kehrte Oserski nach St. Petersburg zurück, und German Lerche wurde Tomsker Zivilgouverneur. Oserski wurde Mitglied des Wissenschaftlichen Bergkomitees mit Beförderung zum Generalleutnant. Im Kaiserlichen Kabinett leitete er den Bergteil. Grigori Potanin kritisierte ihn als Vertreter der alten rückständigen Ordnung.